# Pchery
Pchery település Csehországban, a Kladnói járásban. Pchery Vinařice, Knovíz, Jemníky, Třebichovice, Brandýsek és Kladno településekkel határos. Lakosainak száma 2044 fő (2024. január 1.).

## Népesség
A település lakosságának változását az alábbi diagram mutatja:
| Lakosok száma | 773  | 1339 | 2803 | 2265 | 1884 | 1704 | 1956 | 1932 | 1985 | 2044 |
|               | 1869 | 1890 | 1921 | 1950 | 1980 | 2001 | 2017 | 2019 | 2022 | 2024 |